# 和歌山県立海南高等学校下津分校
和歌山県立海南高等学校下津分校（わかやまけんりつ かいなんこうとうがっこう しもつぶんこう）は、和歌山県海南市に所在した公立の定時制高等学校。

## 概要
和歌山県立海南高等学校下津分校は、全日制高等学校である海南市立海南下津高等学校の校舎を夜間に利用している。中学校で不登校を経験した生徒の受け入れを積極的に行っていた。

## 沿革
- 1954年4月20日 - 下津町下に和歌山県立海南高等学校加茂谷分校として開校[1]。
- 1957年 - 分校旗と校歌を制定。
- 1958年- 現在地に移転し、和歌山県立海南高等学校下津分校に改称[2]。
- 2013年4月 - 生徒募集停止。
- 2016年3月31日 - 閉校。

## 教育方針
中学校で不登校に悩んでいた生徒の心のケアに重点を置いていることで有名。定時制普通科高等学校であるが、卒業年限は3年または4年が選択可能。私服通学可。

## 学校行事
入学式、校内体育大会、文化祭、卒業式など

## 生徒会活動・部活動など
バドミントン、卓球など（種目は年により適宜変更される場合もある）

## アクセス
- JRきのくに線 加茂郷駅より徒歩5分
- バイク通学
定時制のため、バイク・マイカー通学も許可されている。